# Настольная книга молодого отравителя
«Настольная книга молодого отравителя» (англ. The Young Poisoner's Handbook) — британская чёрная комедия 1995 года, основанная на истории жизни серийного убийцы Грэма Янга, более известного как «Отравитель из Бродмора». Фильм снят режиссёром Бенджамином Россом по его совместному с Джеффом Роулом сценарию. В главной роли — Хью О’Конор.

## Сюжет
Грэм был одержим смертью с детства. Он очень умный мальчик, с превосходными способностями к химии. Но он также мечтает отравить как можно больше людей. В подростковом возрасте Янг травит своего одноклассника. Тот не умирает, но остаётся инвалидом на всю жизнь. Грэма вдохновляет история голландского Сопротивления, которое уничтожило целый лагерь немецкой армии в оккупированных Нидерландах во время Второй мировой войны, отравив их водоснабжение таллием. Следующими жертвами юного отравителя становятся его отец и мачеха. Результатом этого злодеяния становятся смерть мачехи и тяжёлая болезнь отца.

## В ролях
- Хью О'Конор — Грэм Янг
  - Тобиас Арнольд — Грэм в детстве
- Рут Шин — Молли, мачеха Грэма
- Роджер Ллойд-Пак — Фред, отец Грэма
- Норман Каро — мистер Гётц
- Шарлотта Коулман — Уинни
- Вилма Холлингбери — тётя Пэнти
- Малкольм Синклейр — д-р Трейфус
- Энтони  Шер — д-р Зиглер
- Джон Томсон — Нэйтан
- Чарли Крид-Майлз — Берридж

## Награды и номинации
Фильм был отмечен Гран-при жюри Сандэнса в категории «Лучшая драма» (совместно с фильмом «Братья Макмаллен»), а также участвовал в кинофестивалях Чикаго и Локарно.